# 조광조
조광조(趙光祖, 1482년 8월 23일(음력 8월 10일)~1520년 1월 10일(1519년 음력 12월 20일)는 조선의 문신(문반), 사상가이자 교육자, 성리학자, 정치가이다. 조선국 사헌부 대사헌 등을 지냈다. 조충남(趙忠男)은 그의 후손이다. 본관은 한양(漢陽), 자는 효직(孝直), 호는 정암(靜庵)이다.
김종직의 학통을 이어받은 김굉필의 문하에서 수학하다 유숭조의 문하에서도 수학했다. 사림파의 정계 진출을 확립하였다. 중종의 훈구파 견제 정책에 의해 후원을 받아 홍문관과 사간원에서 언관 활동을 하였고, 성리학 이론서 보급과 소격서 철폐 등을 단행하였다. 성리학적 도학 정치 이념을 구현하려 했으나 훈구 세력의 반발로 실패한다. 1519년 반정공신들의 사주를 받은 궁인들이 나뭇잎에 꿀을 발라 나뭇잎에 주초위왕(走肖爲王)이란 글자가 나타나게 함으로써 역모로 몰려 전라남도 화순으로 유배되었다가 사사된다. 후에 기묘명현(己卯名賢) 중 한 사람이다. 개혁 정책을 펼치다가 희생된 개혁가라는 시각과 급진적이고 극단적이라는 평가가 양립하고 있다. 관직은 가선대부 사헌부대사헌겸 동지경연성균관사에 이르렀고, 사후 인종 때 복관되고 명종 때에 몇 번의 논란이 일다가 선조 초에 기대승 등의 상소로 증 대광보국숭록대부 의정부영의정에 추증된다. 시호는 문정(文正)이며, 문묘에 종사된 해동 18현 중의 한 사람이다.
한때 그와 가까웠으나 뒤에 그의 정적이 된 남곤과, 그의 정적 중 한사람이기도 했던 김전 역시 김종직 학파 사람이었다. 그의 사상은 그의 문하생 백인걸을 통해 율곡 이이에게 전해졌으며, 명종 말엽에 사림파는 훈구파를 몰락시키고 집권에 성공하면서 성인화, 성역화된다. 1591년(선조 24) 광국원종공신 1등관에 추서되었다.

## 생애

### 생애 초기

#### 출생과 유년기
조광조는 1482년 한성에서 감찰 원강(元綱)의 아들로 태어났다. 태조 이성계의 생질인 양절공 조온의 4대손으로, 고조부 조온은 조선의 개국공신 이기도 했다. 그의 가계는 조선의 개국공신의 가문인 훈구 가문이었으나 김굉필을 만나면서 그의 인생은 달라진다.
어려서부터 아버지 조원강으로부터 엄격한 훈육을 받고 자라났다. 그는 일찍부터 학문의 뜻이 컸으며, 고서적과 옛 학문을 좋아하고 세상일을 개탄하면서 학문의 뜻은 출세에 있는 것은 아니라며 과거보기 위한 글은 하지 않았는데, 부형(父兄)과 친척들로부터 세속과 어긋나게 행동하여 남의 비방을 산다고 꾸짖음을 당하였다. 그러나 그의 학문욕은 꺾을 수 없었다. 희천의 어천도찰방(魚川道察訪)으로 부임한 아버지 조원강의 임지에서, 무오사화로 당시 유배 중이던 한훤당 김굉필(金宏弼)을 우연히 만나게 된다. 어린 소년이었으나 영특한 재능을 알아본 김굉필은 그에게 말을 걸었고, 이 인연으로 그는 김굉필과 사제지간이 된다.

#### 성리학 수학

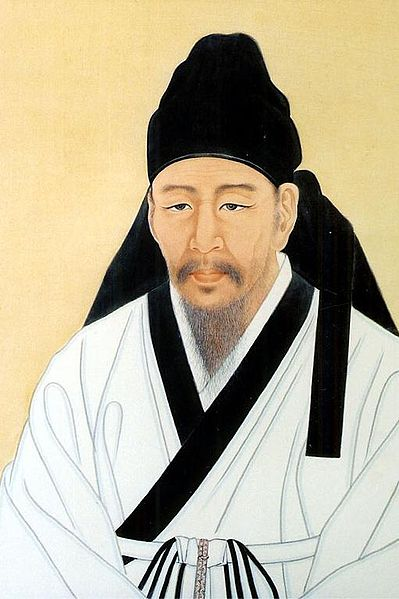
김종직
(그의 스승 김굉필은 김종직의 문인이었으며, 김종직은 사림의 중시조이자 사림파의 정계 진출을 확립시킨 인물이다.)

14세 때 성리학자 김굉필(金宏弼) 문하에서 공부를 시작했다. 18세 때 아버지가 어천 찰방(魚川察訪)으로 부임하자 따라가 마침 평안도(平安道) 희천(熙川)에 귀양 가 있는 김굉필을 처음 만났다는 설도 있다. 학문은 《소학(小學)》, 《근사록(近思錄)》을 받들어 이를 토대로 하여 경전(經傳) 연구에 응용했으며, 평소에도 의관을 단정히 갖추고 언행도 옛 가르침을 따라 절제가 있었다.

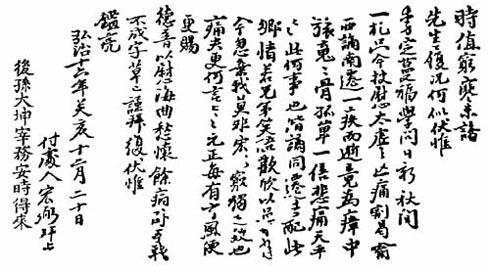
스승 김굉필의 필적 (1499년)

그는 김종직(金宗直)을 한번도 만나본 적은 없었으나, 김굉필로부터 그의 학통을 이어받아 사림파의 한사람이 된다. 그러나 김종직의 제자이자 스승 김굉필의 친구들 중에는 남곤도 있었는데, 남곤은 후에 그를 공격하는 편에 서게 된다. 또한 예의를 갖추어 사람을 대하되 의롭지 못한 자, 불의와 쉽게 타협하는 자들을 멀리하였고, 항상 말과 행동이 일치된 삶을 살려고 스스로 노력하였다.
이후 김굉필의 배소가 옮겨지게 되면서 그와 이별, 김굉필은 1504년 갑자사화로 사사된다. 그러나 그는 스승의 가르침을 잊지 않고 이를 실현하려 노력했다. 무오사화와 갑자사화가 연이어 터진 직후라 김굉필의 제자이고 김종직의 말씀과 성리학에 빠진 그를 보고 사람들은 기피하였으며, 그가 공부에 독실함을 보고 '광인'(狂人)이라며 조롱하거나 '화태'(禍胎, 화를 잉태한 이)라며 조롱하였다. 그러나 조광조는 이러한 비난과 비아냥, 조롱에 굴하지 않고 성리학과 사물 연구에 정진하였다. 성리학에 몰두하게 되면서 친구들과도 교류가 끊겼으나 그는 전혀 개의하지 않고 학업에만 전념하였다 한다. 한편, 평소에도 의관을 단정히 갖추고 언행도 성현의 가르침을 따라 스스로 행동을 절제하고 인내하려 노력하였다. 이때부터 성리학 연구에 힘써 김종직의 학통을 이은 사림파(士林派)의 영수가 되었다.

### 청년기

#### 청소년기
조광조는 공자, 주자와 포은 정몽주를 인생의 모델로 생각했다. 또한 그들을 세상의 사표라는 신념을 갖게 되었다. 조광조는 사소한 예의라도 흐트러지지 않으려 꾸준히 노력했고, 총명하였으며, 짧은 만남 후 스승 김굉필과 이별한 뒤에도 스승의 가르침을 늘 잊지 않고 가슴속에 새겼다.
모르는 점이 있으면 답을 얻을 때까지 연구·독고, 저명한 학자들을 찾아가서 묻거나 선배 사림인사들을 찾아다니기도 했다.

#### 남곤과의 인연
과거에 급제하기 전의 조광조는 선배 사림 인사들을 찾아다녔는데, 그 중에는 남곤도 있었다. 청년기의 남곤은 같은 김종직 학파 사람으로서 조광조와 친분이 있었다. 산책을 하던 길에 조광조는 지나가던 여인의 모습을 보고 계속 뒤돌아봤고 남곤은 옆으로 고개도 한번 돌리지 않고 앞서갔다. 조광조는 지나는 길에 여인들을 훔쳐본 것을 보고 자신의 수양이 부족함을 한탄하였다. 조광조는 어머니 여흥 민씨에게 산책시 여인의 모습을 훔쳐본 것을 보고 자신의 수양이 부족함을 자책하였으나, 조광조의 어머니 여흥 민씨는 조광조에게 다음과 같이 경고하였다.
"젊은 사람은 젊은이답게 살아야 된다. 아름다운 처녀가 있는데 젊은 장부의 마음이 어찌 잠잠하겠느냐? 아무런 감정이 없다면 나무나 돌 같은 사람이다. 네가 처녀들에게 한 눈 판 것을 나무라지 않는다. 철이 들면 분별할 때가 반드시 있다. 남곤은 목석 같은 사람이라 젊은이의 피가 끓지 않는 차가운 사람이다. 겉으로 보면 인격적으로 수양이 된 것처럼 보이겠으나 속으로는 그도 처녀들에게 쏠렸을 것이다. 그것을 속으로도 참는 것은 어려운 일이다. 그런데 남곤은 한눈 하나 팔지 않았다면 얼마나 차갑고 모진 사람인가? 훗날 남곤이 정치를 한다면 인정 사정을 봐주지 않을 것이다. 사람의 약한 정, 미운 정을 헤아리지 않는 판단을 내릴 것이다. 인간이 살다보면 실수할 수도 있고 잘못을 저지를 수도 있는데 남의 윗사람이 된 자는 너그러움이 있어야 된다. 죄지은 사람을 다음에 잘 하라고 용서할 수도 있는 것이다. 그러나 남곤은 그런 아량이 적어 많은 사람을 피흘리게 하거나 외면할 것이다. 내가 너를 어찌 그런 사람과 사귀게 하겠는가?"
이후 조광조의 어머니 민씨는 아들에게 남곤을 멀리하라고 충고했고, 아들이 남곤과 자주 만나지 못하도록 집도 이사하였다 한다.

#### 성균관 수학시절

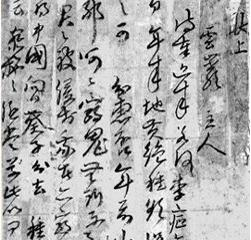
조광조의 친필 서한

19세에 부친을 여의고 3년상을 마쳤다. 부친을 일찍 여의었으나 홀어머니 민씨를 지극 정성으로 봉양하면서 한번도 어머니의 뜻을 거스르지 않았다. 그는 자신의 학문적 식견을 넓히고자 김종직의 다른 문하생들과도 찾아다니며 정치와 시국을 논하며, 사물의 이치에 대한 연구를 계속하였다. 그러나 그와 교류하던 선배들 중 한 동리에 살던 남곤의 인물됨됨이를 우려스럽게 본 그의 모친은 집을 멀리 이사하여 남곤을 피하게 한다. 1507년(중종 1년) 윤1월 박경(朴耕)과 문서귀 등이 반정공신인 유자광(柳子光), 박원종(朴元宗) 등을 비방한 일에 연루되어 공초를 받은 뒤 풀려났다.
1510년(중종 5) 소과인 진사시에 장원 중 2등으로 합격하였다. 그해 성균관에 들어가 경서를 강독할 때 《중용(中庸)》을 강의하여 이름이 알려졌다. 성균관에 유숭조의 문하에서 공부하던 중, 1511년 성균관 사경(司經) 황여헌(黃汝獻)의 천거를 받았다. 이후 성균관에서 학문과 수양이 뛰어난 자를 관직에 천거하게 되자 그는 동료 유생 200여 명의 추천을 받았다. 동료들의 천거와 유숭조 등의 적극 추천이 있었으나 반대여론이 있어 관직에 나가지는 못했다.

#### 과거 급제

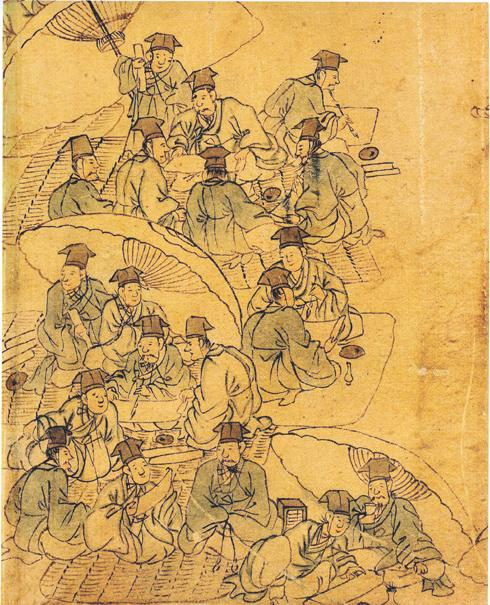
조선의 과거 시험장

1515년(중종 10년) 학행으로 천거되어 참봉(參奉)직에 낙점되었으나, 그해 6월 이조판서 안당(安瑭), 남곤 등의 추천으로 선무랑(宣務郞)으로 발탁되었다. 그의 거침없는 논리와 열정에 많은 관료들이 탄복하였다. 곧이어 조지서 사지(造紙署司紙)에 임명되었다. 관직에 오른 뒤에도 그는 사서삼경과 주자학 서적에 대한 독서를 게을리하지 않았고, 기방 출입은 자제하였다. 그러나 과거를 보아 떳떳이 벼슬에 오를 것을 다짐하던 차 마침 그해 8월 22일에 알성시(謁聖試)가 있어, 그 해의 알성 문과에 응시하여 을과로 급제하였다.
중종이 성균관을 찾아 친히 주관한 시험에서 중종은 '금일과 같은 어려운 시대를 겪으며 이상적인 정치를 하기 위한 방법으로는 무엇을 어떻게 해야 할 것인가'라는 질문을 하였다. 이에 조광조는 '성실하게 도를 밝히고(明道) 항상 삼가는 태도(謹獨)로 나라를 다스리는 마음의 요체로 삼아야 된다'는 답안을 올리니 중종이 그의 답안에 감격하여 그를 선발하였다.
세상에는 성함과 쇠함이 있으나 도는 예나 지금이나 변함이 없다. 예로서 사람들의 뜻을 이끌고 즐거움으로 사람들의 기운을 순화시킨 다음, 바른 정치로 그것을 행한다면 정치와 교화가 크게 일어날 것이다. 그러면 천지가 밝아질 것이며 천지의 기와 어울려 하나가 돼 음양의 기운을 뿜어 대니 모든 초목이 무성하게 자랄 것이다.

성인이 (머물지 않고) 그냥 지나기만 하는 곳의 사람들도 그 덕에 감화되는데 성인이 머무는 곳에서 사람들이 입는 감화는 측량할 수도 없다. 그러므로 나라를 다스림에 있어 그 도를 얻으면 기강이란 힘써 세우지 않아도 사람들이 알지 못하는 사이에 서게 되며 애써 법도를 정하지 않아도 사람들이 듣지도 못하는 사이에 정해지는 것이다.

성균관의 문묘에서 치러진 알성시의 답안에서 그는 임금을 타이르는 듯한 답을 제시했다. 그의 답에 시험관들은 탄복하였고, 이를 직접 읽어 본 중종은 그를 친히 만나 세상을 구할 방법을 물었다. 그는 임금이 스스로 도와 덕치로서 다스리고, 먼저 솔선수범하여 수기치인할 것을 강조했다.
| “ | 법도가 정해지는 것과 기강이 서는 것은 일찍이 대신을 공경하고 그 정치를 맡기는 데 있지 않는 것이 없사옵니다. 임금도 혼자서 다스리지 못하고 반드시 대신에게 맡긴 뒤에 다스리는 도가 서게 됩니다. 전하께서 정말로 도를 밝히고 홀로 있는 때를 조심하는 것으로 마음 다스리는 요점을 삼으시고, 그 도를 조정의 위에 세우시면 기강은 어렵게 세우지 않더라도 정해질 것입니다. | ” |

그는 중종에게 정치와 교화의 근본을 세우고 왕도정치와 지치주의 실현해야 함을 역설하였다.

### 관료 생활과 개혁 정치

#### 관료 생활 초기
그해 바로 1515년 8월 성균관 전적으로 삼았다. 이후 사헌부 감찰을 거쳐 1515년(중종 10년) 11월 사간원 정언이 되었을 때 파격 상소를 올려 화제가 된다. 사간원 정언에 임명되자 그 이튿날 정국을 뒤흔드는 사건을 일으켰다. 왕에게 자신을 파직하던가 사헌부, 사간원 관리 모두를 파직시킬 것을 주장한다. 자신의 주장을 편 두 신하를 벌하는 것이 잘못됐고, 또 그들을 벌하라는 하는 관리들도 잘못이라고 주장했다. 결국 중종은 그의 손을 들어줬다.
이 논란은 3개월이나 계속되어 1516년 2월까지 양사에서 격한 공방전이 벌어졌다. 이후 정암은 젊은 나이에 사림의 영수로 떠올라 존경을 한몸에 받았으며 그도 자신이 해야할 일을 놓고 한치도 물러서지 않았다. 이후 전적을 거쳐 사간원 정언이 된다.
사간원 정언 재직 중 장경왕후가 사망하자 그는 다시 단경왕후의 복권을 주장하였다. 이때 김정, 박상 등이 단경왕후의 복위를 상소하다가 사간원 대사간 이행의 탄핵을 받고 유배되자, 그는 상소를 올린 사람을 벌주는 것은 언로를 탄압하는 것으로, 국가 존망의 위협이 된다 하여 이행을 파직시켰다.

#### 관료 활동
1516년(중종 11) 3월 홍문관 부수찬이 되었다가 바로 수찬이 되었으며, 그해 5월 검토관(檢討官)으로 경연에 참여하였다. 그해 11월 이조와 예조의 천거로 천문이습관(天文肄習官)이 되었다. 11월 29일 홍문관에서 계심잠을 지어올리자 왕명으로 좌찬성 김전·판서 남곤을 감독관으로 하여 특별 고과를 주관하자, 고과에 장원으로 급제하여 털요(毛褥) 1채를 상으로 받았다. 이후 5년만에 홍문관 부제학을 거쳐 대사헌에 오르는 고속승진을 거듭했다. 연산군을 몰아낸 반정이후 개혁을 꿈꾸던 중종의 특별한 총애가 있어 가능했다.
1517년(중종 12) 2월 홍문관부교리, 경연 시독관이 되었다. 이후 사간원 정언(正言), 호조, 예조, 공조의 좌랑, 호조정랑, 예조정랑이 되고 이후 홍문관 수찬, 성균관 전적(典籍)을 거쳐 사헌부감찰이 되었다. 그 뒤 다시 사간원 정언·홍문관의 교리(敎理)·응교(應敎) 등을 거쳐 그해 교리 겸 경연시독관 춘추관기주관을 겸직할 때 지방 향촌의 상호부조를 목적으로 여씨향약을 조선 8도에 실시할 것을 상소하여 중종이 윤허, 전국에 향약이 실시되었다. 1517년 8월 전한이 되었다. 양사와 홍문관 등에서 언관으로 활동했다.
삼사의 언관으로 활동하며 영향력을 행사하게 되자 황해도 관찰사 윤세호는 그에게 아부하여 대사헌에 제수되기도 한다. 이후 조정 내에서의 그의 영향력은 더욱 강해졌다. 그해 12월 직제학(直提學)이 되었는데, 과거 급제 후 30개월도 안돼 당상관으로 파격승진하였다. 그러나 의견이 곧고 인물의 옳고 그름을 철저히 가려, 개연히 세상을 바로잡고 풍속을 변화하는 것으로 자기의 임무를 삼으니, 공경(公卿) 이하가 모두 그를 외경(畏敬)하기도 했고, 혹은 그를 미워하거나, 삼가 피하기를 원수처럼 하는 자도 나타났다.
1518년 1월 시강관을 거쳐 홍문관부제학, 경연 참찬관이 되었다. 그 뒤 월과(月課)를 지어바치지 않아 추고받았다. 그해 5월 승정원 부승지가 되어, 병으로 사직을 청하였으나 윤허되지 않았다. 이후 승지(承旨)를 거쳐 부제학이 되어 미신타파를 내세워 성리학적 이념에 어긋나는 소격서(昭格署)를 미신으로 규정, 소격서의 폐지를 주장하였다. 여러 반대를 무릎쓰고 소격서 폐지를 관철시키고 유학자 정치를 구현하려 함으로써, 유학과 문치에 뜻을 둔 중종에게 각별한 대우를 받았다. 소격서는 해와 달과 별을 나타내는 상청, 태청, 옥청에 제사지내는 일을 하는 기관이었다.
승정원 동부승지를 거쳐 1518년 음력 11월 사헌부 대사헌이 되었다. 이때 다섯 번 사직 상소를 올렸으나 왕이 수락하지 않았다. 대사헌이 되고 세자부빈객(世子副賓客)을 겸임했는데, 당시 어진 선비들이 모두 뽑혀 요직에 앉은 때라 모두 협력하여 오래된 폐단을 개혁하니 과거 성종 때의 법이 차츰 실행되기 시작했다. 성균관 동지사(成均館同知事)를 겸임하게 되자 성균관으로부터 성균관동지사직에서 해임하지 말 것을 청하기도 했다.

#### 정치 활동

##### 개혁 정치

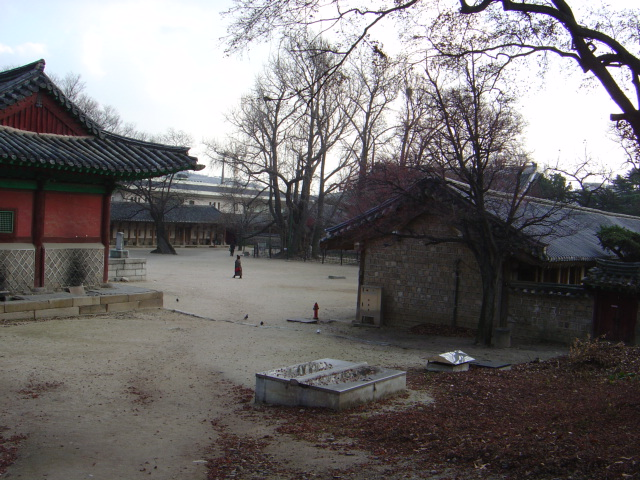
성균관 경내

조선 정부는 조광조 등의 계청으로 현량과(賢良科)를 실시하고 추천에 의해 재행(材行)을 겸비한 사림의 선비 120명 중에서 1519년(중종 14) 음력 4월 중종이 친히 장령(掌令) 김식(金湜) 등
28명을 뽑으니 조광조 등은 그들을 홍문관·사간원·시종 등 요직에 등용하였으며 조정에는 간신들이 차츰 자취를 감추게 되었다. 그들은 성리학에 의거한 철인 군주주의(哲人君主主義)를 내세우고 기성 귀족들을 소인(小人)이라 지목했으며 양풍미속을 기르기 위해 미신의 타파와 여씨 향약을 도입·실시케 하고 민중의 정신생활과 물질생활에 유익한 여러 가지 서적을 번역·인쇄하여 널리 퍼뜨리는 등 이상주의에 치우친 정치를 실시하려 했다.
그러나 신진의 청년들이라 생각이 너무 급진적이고 특히 경연(慶筵) 때마다 간언하는 바른 소리가 그치지 않아 중종도 차츰 그 응대에 지치기 시작했는데, 당시 조광조 등에 의하여 벽지로 좌천되어 있던 남곤(南袞)·심정(沈貞) 등이 이를 알게 되었다. 조광조는 성리학적 도의정치 실현을 당면 과제로 생각했지만, 남곤은 지나친 급진성은 오히려 성리학적 이념 전파에 걸림돌이 된다며 그를 공박했다. 남곤은 그를 급진적인 인물로 보고 기피하거나 멀리하기 시작한다. 조광조는 왕도가 일조일석에 이루어지지 않는 것임을 알고 항상 자리를 내놓으려 했으나 중종은 허락하지 않았으며, 이로 말미암아 과격파 선비들로부터 그는 우유부단하다는 비난을 받기에까지 이르렀다.

##### 정몽주와 성현 문묘 종사 사업
중종 때 이여가 정몽주의 문묘 종사를 청했다. 중종은 이여의 건의와 유생의 상소에 따라서 정몽주의 문묘 종사를 의논하여 결정하도록 했다.
그 후에 조강에서 태학생(太學生)들이 정몽주와 김굉필을 문묘에 종사하자고 상소한 문제를 의논하자고 임금이 제안했을 때, 정광필은 자신의 자제가 김굉필의 문하생인데 추향이 지극히 바르고 실천이 독실한 사람이기는 하나 문묘 종사에는 신중해야 할 것이라고 신중론을 폈다.
당시 시강관 조광조가 종사를 발의하고 기준(奇遵)이 종사를 지지하는 발언을 했다. 정몽주가 도학의 연원을 열었으며, 정몽주가 길재를, 길재는 (여러 대를 거쳐) 김종직을, 김종직은 김굉필을 가르쳤으니 (도학의 학통이 이어진 것이며) 김굉필이 송유(宋儒)의 실마리를 얻어 주자와 같은 위치에 올랐으니 문묘에 종사해야 한다고 주장했다. 이에 정여창, 김굉필, 성삼문과 박팽년에 대해서도 종사를 의논하도록 했다. 조광조가 이심원을 거론하자 정광필이 반대했는데 임금도 이에 동의했다. 참찬관 김정(金淨)이 대학연의를 강의하다가 김굉필의 문묘 종사를 건의했다.

##### 성리학 보급
1518년(중종 13년) 11월에는 대사헌으로 세자부빈객을 겸하면서 한편으로 천거시취제(薦擧試取制)인 현량과(賢良科)를 처음 실시하게 하여 김식(金湜), 안처겸(安處謙), 박훈(朴薰) 등 28인이 뽑혔으며, 이어 김정(金淨), 박상(朴尙), 이자, 김구(金絿), 기준(奇遵), 한충(韓忠) 등 소장학자들을 뽑아 요직에 채용, 추천하였다. 그는 이와같이 현량과 실시를 통하여 신진사류들을 정계에 본격적으로 진출시키는 길을 마련한다.
또한 그는 사회적으로도 성리학 이념이 장려되어야 한다고 판단, 향약(鄕約)을 장려하여 조선의 성리학화에 앞장섰다. 그것으로 만족하지 않아 사대와 서인은 물론이고 아녀자와 천인들 조차도 공맹의 의리를 알아야 된다고 확신, 성리학 이론서와 성리학 기본서적을 무료로 인쇄하여 전국 각지에 보급, 배포하였고, 아녀자들 역시 공맹의 도와 주자의 예를 배워야 한다며 이를 손수 한글로 번역하여 전국 각지에 보급하였다. 이는 순수 조광조 자신의 비용과 시간을 투자한 것이었다. 또한 불교를 미신으로 규정하여 왕실의 소격서 철폐와 함께 불교적인 종교행사 역시 없앨 것을 중종에게 건의하였다.
음서 제도나 인맥으로 관료를 천거하는 방법을 부당하게 여긴 그는 관료들의 학문적 소양과 자질을 시험할 것을 주장하기도 했다. 실력과 능력이 없어도 인맥과 연줄로 관직에 오르는 것은 정당한 인재가 들어설 자리를 가로막는 것이라고 주장하였다. 또한 미신타파를 위해 소격서 혁파와 불교시설 혁파, 불교행사 주장, 무속인 출입과 무속행사의 금지를 주청하였다.
1519년 3월 6일 일시적으로 대사헌겸 동지경연성균관사 직에서 사직했다가 9일만인 3월 15일에 복귀했으나 그날 말에서 떨어지는 낙마사고를 당해 홍문관부제학으로 전임되었다. 4월 겸 동지성균관사(兼同知成均館事)가 되었다가 사직을 청하였으나 윤허되지 않았다. 그해 5월 다시 사헌부 대사헌이 되었다. 8월 원자보양관을 겸임되었다.

##### 위훈 삭제
그는 또종, 성희안, 유순정, 유자광 등 중종 반정공신들에 의해 폐출당한 단경왕후 신씨(端敬王后 愼氏)의 복위를 주장했다. 그에 의하면 단경왕후는 연산군에 동조하지도 않았고, 단지 그 친정아버지 신수근(愼守勤)이 연산군 때에 좌의정을 지냈다는 이유와 중종 반정에 협력하지 않았다는 이유로 반정 후에 폐위된 것은 잘못이라며, 단경왕후의 복위를 주장하였는데, 이것은 반정공신들의 반발을 불러왔다. 장경왕후가 사망하자 그는 다시 단경왕후의 복권을 주장하였고, 이때는 훈구파 대신들을 임금(왕비)에게 불충한 존재들이라며 신랄하게 비판하였다.
1519년 10월 중종반정의 공신들의 수가 너무 많을 뿐 아니라 공로가 있는지 여부가 의심스러운 거짓 녹훈자(錄勳者)가 있음을 비판하여 결국 105명의 공신 중 2등공신 이하 76명을 가짜 공신이라 지적하였다. 그해 음력 10월 조광조는 대사간 이성동(李成童) 등과 함께 중종 반정(1506년) 때 정국공신(靖國功臣)이 문란하게 책록됐으니 부당한 자들은 훈록에서 깎아 버리라고 소를 올렸으며 대신 6경(六卿)들도 이를 지지하는 계청을 올렸다. 중종은 하는 수 없이 심정·홍경주(洪景舟) 등 전 공신의 4분의 3에 해당하는 76명을 공신 훈적에서 깎아 버렸으며, 이 때문에 조광조는 훈록을 깎인 자들로부터 깊은 원망을 받게 되었다.
조광조는 유자광은 패악한 인물이고 심정은 심보가 바르지 못한 인물이며, 그들이 조정의 권력을 차지하고 부패하기 짝이 없었다고 규탄했으며 이들을 숙청하고 부패한 반정, 훈구 공신들을 축출해야 왕도정치를 실현할 수 있다고 역설했다. 이때 남곤 역시 소인배라고 비판했는데, 이 말이 남곤의 귀에 들어가게 된다. 이후 남곤은 훈구파가 조광조 일파를 공격할 때 도움을 주지 않는다.

#### 개혁 방법 논란
그러나 개혁의 방안을 놓고 조광조는 남곤과 수시로 마찰을 빚었다. 조광조가 '문학은 선비의 일이 못 되며, 경전 공부에 전념토록 하자'고 하면, 남곤은 '참된 선비라면 학술과 문예에 모두 능해야 한다'고 했고, 김숙자가 그의 아들 김종직에게 활쏘기를 가르쳤던 점도 지적했다.
인물 천거제를 놓고도 논란이 벌어지자 남곤은 양자를 절충, 과거 제도도 존속시키되 과거제를 보완해 천거로도 일부 관리를 뽑자고 하였다. 그러나 조광조는 과거제를 천거제로 대체해나가야 된다고 했다. 남곤의 미온함을 두고 조광조 일파에서 “남곤은 소인이다”라는 비판이 점점 커져 갔다. 조광조 일파의 공격은 그에 대한 남곤의 감정을 악화시킨다.
훈구파들의 비난이 계속된 가운데, 안당과 정광필도 그가 너무 과격하다고 지적하였으나 조광조와 신진 사류들은 이를 듣지 않았다.

#### 중종과의 갈등
중종 반정 이후 비대해진 훈구파 권신들과 척신들의 전횡에서 벗어나고자 했던 중종은 보다 강력한 왕권을 확립할 수 있는 왕권강화를 원했다. 후일 고려대학교 민족문화연구원 오종록 교수는 "왕권 확립을 꾀하던 중종이 훈구파에 대적하기 위해 정암을 키웠으나 정암 등 사림파가 또 다른 세력으로 부상하는 것을 경계했다"며 "정암과 중종은 동상이몽을 꿨다"고 봤다.
그러나 정암은 도학정치가 펴지길 꿈꿨고 중종은 힘센 군주가 되길 갈망한 것이다. 중종은 사림파 역시 하나의 비대해진 새로운 기득권층으로 해석하여 강력한 왕권의 걸림돌로 인식한다.
그러나 생각이 너무 급진적이고 특히 경연 때마다 발언이 그치지 않아 중종도 그 응대에 지치기 시작했는데, 당시 조광조 등에 의해 벽지로 좌천된 남곤, 심정 등이 왕에게 그 사실을 알렸다. 그리하여 조광조는 왕도가 일조일석에 이뤄지지 않는 것임을 알고 자리를 내놓으려 했으나 중종은 허락하지 않았다.
중종은 개혁에 피로를 느꼈고, 훈구파들은 후궁들과 친인척과 인맥을 통해 중종에게 압력을 행사하였다. 그런데 주초위왕 나뭇잎 모함 공작이 중종의 지령에 의한 것이라는 주장이 있다. 그에 의하면 왕의 심복이 한순간에 버림을 받은 것이다.

#### 위훈 삭제 정책 강행
1519년(중종 14) 10월 대사헌 조광조는 대사간 이성동 등과 함께 중종반정 때 정국공신(靖國功臣) 105명이 문란하게 책록됐다며 부당한 자들을 훈록에서 삭제하려는 위훈 삭제(僞勳 削除)의 소를 올렸으며, 대신 육경들도 이를 지지하는 계청을 올렸다. 중종은 하는 수 없이 자격이 없다고 평가되는 심정, 홍경주 등 전 공신의 4분의 3에 해당하는 76명의 공신 훈적을 박탈하고 공신전과 노비를 몰수했다. 이 때문에 조광조는 훈록을 깎인 자들로부터 원망을 사게 됐다.
위훈 삭제 정책을 시행하려 하자 반정공신을 중심으로 한 훈구파의 격렬한 반발을 불러일으켜 홍경주(洪景舟)·심정 등은 그가 당파를 조직하여 조정을 문란하게 한다며 계속 공격하였다. 여기에 같은 사림파의 선배격인 남곤 등도 동조하였고, 정광필, 김전, 안당 등도 그의 활동이 너무 지나치다며 부정적으로 바라보기 시작했다.
홍경주는 그의 딸 희빈으로 하여금 백성의 마음이 조광조에게 기울어졌다고 왕에게 말하게 하고, 심정은 또 경빈 박씨의 궁인을 통해 조광조 등이 국정을 마음대로 하며 백성이 그를 왕으로 세우려 획책한다는 말을 궁중에 퍼뜨리게 했다.

#### 학문 활동
관료생활 중에도 그는 학문 연구와 교육에 힘썼다. 그의 문하에서는 성수침, 백인걸, 이연경, 홍섬, 기준, 김명달, 조욱, 양언진, 정환, 나식, 허백기, 홍봉세, 정원, 윤관, 이희민, 이충건, 박세후, 김대유, 윤변, 이기, 안담, 최여주, 홍순복, 민의, 심광언, 박소, 조희윤 등의 문인이 그의 문하에서 배출되었다.
이 중 이연경은 조광조의 스승인 한훤당 김굉필의 문하에서도 잠시 수학했었던 인물이다.
성수침은 후일 성혼의 아버지이자 그에게 학문을 전했고, 백인걸의 문하에서는 성혼 등이 수학했으며 금강산 입산 경력으로 공세를 받은 율곡 이이 역시 백인걸의 문하에서 수학하여 그의 손제자가 되었다. 또한 조광조의 문인 중 한 사람인 윤변의 아들은 오음 윤두수와 월정 윤근수였다. 그의 문하생들은 대체로 기호학파와 서인을 형성하였다.
그의 문하생 중 한 명인 윤관은 남인의 논객 백호 윤휴의 고조할아버지가 된다.

### 생애 후기

#### 기묘사화(己卯士禍)
위훈 삭제 사건보다 앞서 홍경주가 찬성이 되었다가 조광조의 탄핵으로 파면되어 원한을 품고 있던 중, 남곤·심정 등과 기맥을 통해 홍경주는 그의 딸 희빈으로 하여금 백성의 마음이 온통 조광조에게 기울었다고 말하게 하고 심정도 경빈 박씨(敬嬪朴氏)의 궁비(宮碑)를 통해 조광조 등이 국정을 마음대로 하며 백성들이 그를 왕으로 세우려 한다는 말을 궁중에 퍼뜨리게 했다. 또 궁 안의 나뭇잎에 꿀물로 조씨가 왕이 된다는 뜻의 글을 써 벌레가 파먹게 함으로써 글자를 새기게 하여 이 일이 궁인의 손을 거쳐 왕에게 전해지게 하는 등 왕의 뜻을 움직이려고 갖은 수단 방법을 쓰자 왕 또한 뜻이 움직이지 않을 수 없었다.
심정은 홍경주를 시켜 밀서를 가지고 실의(失意)한 여러 재상들에게 찾아가 조광조를 죽일 것을 모의케 하자 홍경주는 영중추부사 김전(金銓) 등과 함께 몰래 왕에게 글을 보내어 상변하려고 해도 왕을 모신 근시(近侍)가 모두 조광조의 심복이므로 어쩔 도리가 없으니 신무문(神武門)을 열어 밤중에 들어가 상변하겠다고 청했다. 남곤은 이 자리에 참석하였으나 사림파 신진 인사들을 구원하지 않고, 훈구파 대신들의 사림 제거 음모를 묵인하였다.
그날 밤, 홍경주, 남곤, 심정 등은 은밀히 입궐해 중종을 만나 주청한다.
"조광조가 붕당을 만들어 국정을 어지럽히고 있사오니 이들을 처단해야 합니다."
중종은 조광조, 김식, 김구 등 사림파를 투옥시킨다. 드디어 음력 11월 15일 밤 홍경주·김전·남곤·이장곤(李長坤)·고형산(高荊山)·심정·홍숙(洪淑)·손주(孫澍)·방유령(方有寧)·윤희인(尹希仁)·김근사(金謹思)·성운(成雲) 등은 신무문으로 궐내에 들어가 중종을 만나 조광조 등이 당파를 조직하여 구신들을 몰아내고 나라를 뒤집어 놓았으니 그 죄를 밝혀 달라고 주청하였다.

#### 개혁 실패의 원인

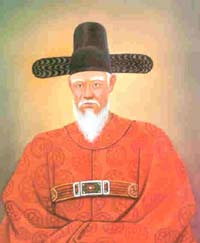
문인 휴암 백인걸
(후일 그는 다시 율곡 이이와 우계 성혼을 문하생으로 길러냈다.)

그는 전적을 거쳐 사간원 정언, 홍문관 수찬, 교리, 응교, 승지를 지내고 부제학이 되어 유학과 문치에 뜻을 둔 중종에게 각별한 대우를 받았다. 그러나 신진 변혁주체들이 기성세력을 축출하고 새로운 정치질서를 수립하려 했으나 결국 보수의 벽을 무너뜨리지 못한 채 좌절하고 말았다. 그들 대부분이 젊고 정치적 경륜도 짧은 데다, 지나치게 급진적이고 과격한 개혁 드라이브를 구사해 노련한 훈구세력의 반발을 샀기 때문이다.
그리고 자신과 뜻을 같이 하지 않는 사람은 모두 적으로 만들어 불만세력을 만들어버렸다. 또한 중종은 조광조의 급진개혁에 대해 불안을 느껴 조광조를 처단한다.
한 세대 뒤의 유학자 이황이나 그의 손제자 뻘이던 율곡 이이 역시 이러한 점을 들어 그의 급진성을 비판하였다.

#### 유배
조광조를 위시하여 참찬 이자 (李耔)·형조 판서 김정(金淨)·대사성 김식(金湜)·부제학 김구(金絿)·도승지 유인숙(柳仁淑)·승지 박세희(朴世熹)·응교 기준(奇遵)·수찬 심달원(沈達源)·공서린(功瑞麟)·윤자임(尹自任)·안정(安挺)·이구(李構)·홍언필(洪彦弼)·박훈(朴薰) 등이 체포되었다. 처음에 홍경주 등은 그날 밤으로 모두 죽일 계획이었으나 영의정 정광필(鄭光弼)·우의정 안당(安塘)·신임 대사헌 유운(柳雲)·신임 대사간 윤희인(尹希仁)·전한(典翰) 정응(鄭應)·봉교(奉敎) 채세영(蔡世英) 등의 역간(力諫)으로 일단 취조를 받게 되었다. 11월 16일 옥에 갇혔다. 결국 중종은 조광조에게 사약을 내린다.
옥에 갇힌 조광조는 유배형이 내려지자 왕을 만나게 해달라고 청원했다.
"신(臣)은 뭇사람 뜻과 어긋나더라도 임금이 계신 것만 믿고 정책을 펴 왔습니다. 친히 심문하신다면 만번 죽어도 한이 없습니다."
그가 옥 중에서 마지막 소명 기회를 애원하고 있을 때 왕은 "붕당을 만들어 국론과 조정을 어지럽혔다"며 단죄할 것을 신하들에게 명령했다. 그가 유배되어 생활하던 전남 화순군 능주면 남정리 174에는 후일 1667년(현종 8년) 그의 적려유허비가 세워졌다. 적려유허비는 후일 전라남도 기념물 제41호로 지정된다.

### 최후
권력을 잡게 된 심정과 남곤 그리고 홍경주는 조광조를 살려두려 하지 않아서 중종은 결국 음력 12월 20일 능주(綾州 : 지금의 전라남도 화순)에 귀양을 간 조광조에게 사약을 내리게 된다. 이때 그의 동지인 김식, 김정 등도 연루되어 자결, 처형되었다.
그가 유배지인 화순 능주에 머문 동안 수시로 찾아와 위로가 되어준 이가 있었으니 그는 바로 이곳에 고향을 둔 학포(學圃) 양팽손(梁彭孫)이었다. 양팽손은 일찍이 18세의 어린 나이에 경기도 용인에서 그를 만나 인연을 맺은 적이 있었고 21세때에는 생원시에 장원급제한 후 같은 해에 급제한 정암과 더불어 성균관에서 생활한 적도 있었다.
그가 유배되자, 유배지에도 글을 배우려고 뜻있는 선비들이 찾아왔다. 양팽손 등의 지우들의 방문과 유배지에서의 학문 강의를 하던 중 음력 12월 20일 금부도사가 도착한다.
임금을 어버이 같이 사랑하고

나라 걱정을 내 집 같이 하였도다

밝고 밝은 햇빛이 세상을 굽어보고 있으니

거짓 없는 내 마음을 훤하게 비춰주리라

 　 　 　 　 　 　 　 　 　 　 　 　 　 　 　 　 　- 조광조의 절명시(絶命詩)

금부도사가 사약을 들이밀자 한성부를 향해 큰절 3배를 올린 뒤 절명시 한 수를 남기고 사약을 마셨다. 당시 그의 나이 향년 37세였다.

### 사망 직후
사사당한 그의 시신은 학포 양팽손이 수습하여 가매장되었다가 후에 경기도 용인군 수지면 상현리(현 경기도 용인시 수지구 상현동) 서원말부락의 선영하에 매장되었다. 그가 유배된지 1개월 후에 사사를 당하자 학포는 은밀히 시신을 거두어 쌍봉사 골짜기 일명 조대감골에 장사지내고 서운태 (서원터) 마을에 모옥을 짓고 춘추로 문인 제자들과 함께 제향하였다. 이 추모옥은 후일 죽수서원으로 발전한다. 선조1년(1568)에 조광조는 영의정에 추증 되었으며 그 이듬해에는 문정이란 시호를 받았다. 이와 때를 같이하여, 조정에서는 정암을 향사할 서원의 건립을 논의하였고, 이에 따라 선조 3년(1570) 다시 능성현령 조시중의 협조로 천일대 옆(현위치)에 서원을 짓고 죽수란 사액을 받았다.
조광조가 사약을 받았다는 소문이 퍼지자 그를 존경하던 유생과 선비는 물론 백성까지 목놓아 울며 나라를 걱정했다. 더욱이 조광조가 죽은 이듬해 봄부터는 비가 내리지 않아 큰 가뭄이 들었다. 백성들은 조광조에게 사약을 내렸기 때문에 가뭄이 든 것이라고 생각했다. 조광조가 죽은 뒤 이렇듯 인심이 흉흉해지자 조정에서는 조광조에 대한 말을 일절 못하도록 함구령을 내렸다. 조광조가 사약을 받은 이듬해 봄에 선영이 있는 용인의 심곡리로 관을 옮겨 반장(返葬)을 했더니 흰 무지개가 해를 둘렀다고 전한다.
그의 영정 초상화는 조선시대에 제작되었으나 대부분 실전되었다. 그러나 1750년(영조 26) 국오(菊塢) 정홍래(鄭弘來)가 그린 영정이 후대에 전한다.

#### 신사무옥
참고|신사무옥
조광조, 김식 등이 사사된 후 김종직 학파에서는 남곤, 김전 등을 배신자로 인식하고 비판, 경멸하게 되었다. 김종직 학파 출신으로 중종 반정에 참여했으며 남곤, 김전 등과 교류하던 성희안과 유순정 역시 이미 사망하여 그의 편을 들어주는 인물은 없었다. 도리어 남곤은 조광조 등의 사사가 결정될 때 반대하였지만, 기묘사화 당시 조광조 등을 구명하지 않은 일로 비판과 성토의 대상이 되었다.
성균관 학유였던 안처겸(安處謙)과 부수찬이었던 안처근(安處謹) 형제가 후에 훈구파의 영수인 심정, 홍경주 등을 제거할 때 배신자, 변절자로 지목된 남곤, 김전 역시 제거하려 모의하였다. 그러나 안처겸 형제의 남곤, 심정 제거 모의는 송사련(宋祀連)의 밀고로 탄로났다. 신사무옥은 1521년(중종 16년) 송사련으로부터 안처겸 형제의 모의를 접한 남곤 등은 안처겸 등의 역모를 주장하여 안당 등의 일파를 숙청하였다.
조광조 등의 개혁파가 중종 기묘년에 사화를 당한 10년 후에 성균관 생원 신백령(辛百齡) 등이 상소하여 조광조의 신원회복을 요청했다. 1540년부터 조광조 복권 논의가 나타났고 중종은 긍정적인 반응을 보였으나 곧 사망한다. 1545년 인종이 즉위하자 일단 복권되었으나 명종 즉위 후 다시 추탈당하였다.

### 사후

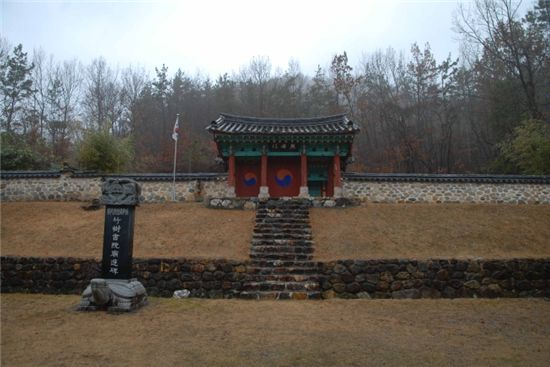
전라남도 화순의 죽수서원
(1519년 학포 양팽손에 의해 건립되었고 후에 죽수의 사액을 받았다.)

이이는 김굉필, 정여창, 조광조, 이언적 등을 가리켜 ‘동방사현’이라 불렀다. 그의 제자인 홍문관 관원 소쇄(瀟灑) 양산보(梁山甫)는 기묘사화로 스승인 조광조가 사사되자 '개처럼 사느니 흙이 되겠다'며 모든 관직을 그만두고 고향인 전라남도 담양군 창평으로 내려와 소쇄원(瀟灑園)을 짓고 은거하며 문인들과 교류하면서 세상에 나오지 않는다.
1543년(중종 38년) 6월에 홍문관 부수찬 하서(河西) 김인후(金麟厚)가 경연(經筵)에서 차자(箚子)를 올려 시사(時事)를 논하는 자리에서 기묘사화(己卯士禍)의 잘못됨을 말하고 희생자들의 신원 복원(伸冤 復元)을 문신(文臣)으로서 최초로 개진하였다. 이는 도통적 의리에서 나온 것으로, 죽기를 각오하지 않고서는 감히 할 수 없는 일이었다. 이를 계기로 사림의 입이 떨어지기 시작하여 이듬해 성균관 생원 신백령(辛百齡) 등이 사면 상소를 올렸다.
1544년(인종 원년) 인종은 즉위하자 무엇보다도 먼저 기묘 명현들의 신원을 복원하였으니 이는 평소 존경하던 스승 김인후(金麟厚)와 이황(李滉) 등의 영향과 그를 평소 동정하던 인종의 뜻에 따라 사면·복권되었다. 명종 초에 훈구파인 이기에 의해 계속 공격을 당하기도 했다. 1559년(명종 14년)에는 경상도 산음(山陰)의 유생(儒生) 배익겸(裵益謙)이 정사의 폐단을 논하면서 그의 개혁정치를 언급했다가, 훈구파들로부터 비판 공론이 다시 나타났으나 1560년초 인순왕후의 외숙인 이량(李樑)이 그를 두둔하여 무마시켰다. 선조 대에는 증 대광보국숭록대부 의정부 영의정에 추증되고, 문정(文正)의 시호를 받았다. 능주의 죽수서원, 양주의 도봉서원, 희천의 상현사 등에 배향되었다.
1567년(명종 21년) 선조 즉위 후 기대승에 의해 조광조에 대한 복권과 증직을 청하는 상소가 올려진 이후, 계속된 사림파들의 상소와 주청으로 대광보국숭록대부 의정부영의정의 증직이 내려지고, 시호가 추증되었다. 1582년 신도비가 세워졌는데, 신도비문은 노수신이 짓고, 글씨는 이산해가 썼다. 1591년(선조 24) 광국원종공신 1등관에 추서되었다. 1610년(광해군 2년)에는 성균관 문묘(文廟)에 종사되었다. 김굉필, 정여창(鄭汝昌), 이언적(李彦迪), 이황(李滉) 등과 함께 ‘동방 5현’이라 일컫기도 한다.

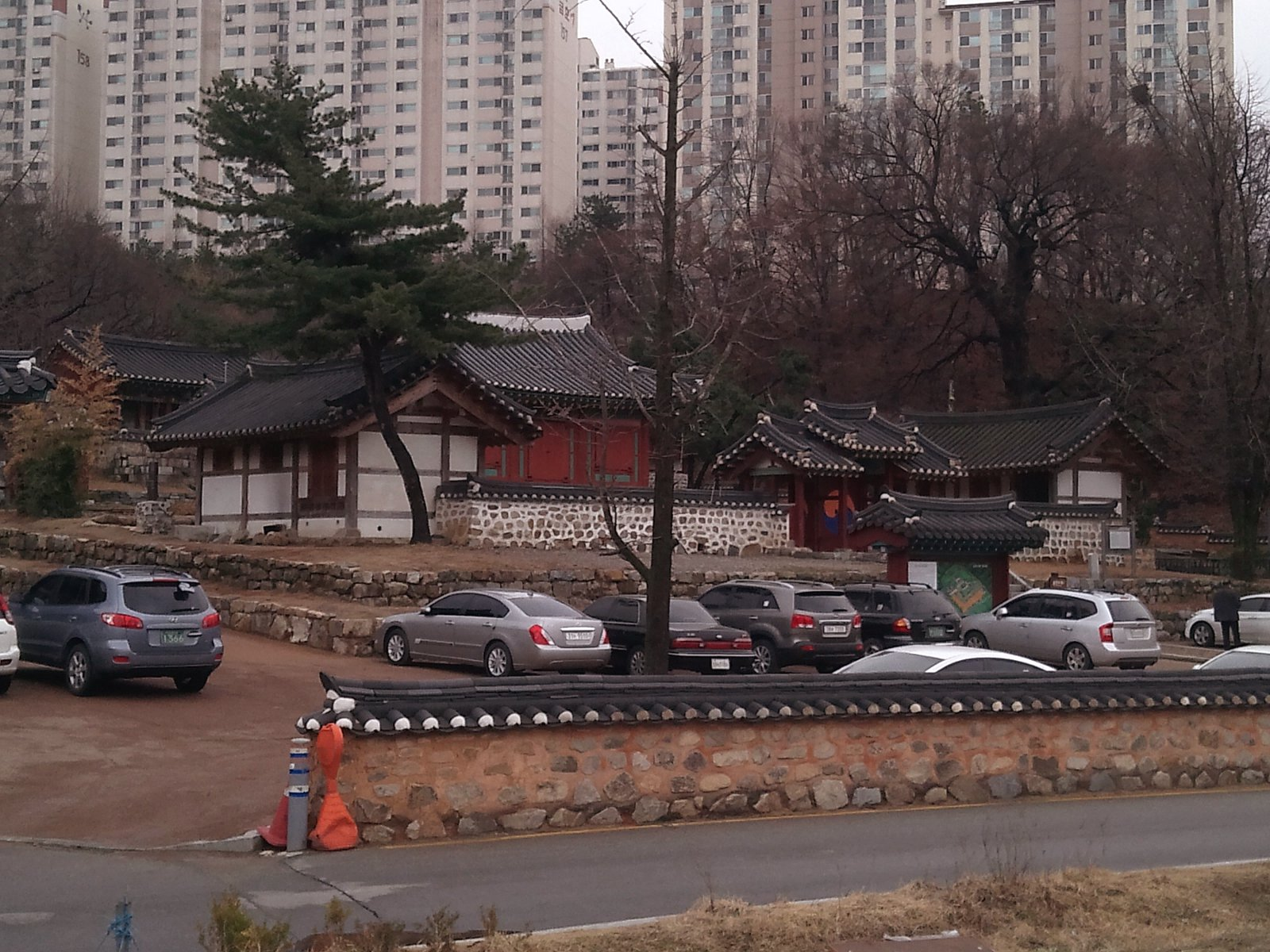
심곡서원 전경

조광조의 묘소

1519년(중종 14년) 학포 양팽손에 의해 건립된 사당에 사액이 내려져 1570년(선조 4년) 능주의 죽수서원(竹樹書院)이 된 이후, 1576년 희천에 양현사(兩賢司)가 세워져 배향되었다. 그밖에 한때 정몽주를 배향한 용인 모현면의 충렬서원에 배향되었다가 1650년(효종 원년)에 그의 묘소 근처에 세워진 심곡서원(深谷書院)으로 위패를 옮겨왔다. 묘는 용인시 수지구 상현1동에 있으며 묘소에서 약 550m 거리에 심곡서원이 있다. 그 외 양주의 도봉서원 등에도 배향되었다.

## 사상

### 국왕의 솔선수범론
그는 성리학과 예로써 정치와 사회 기강과 교화의 근본을 삼아야 한다는 지치주의(至治主義)와 도덕론에 입각한 왕도정치의 실현을 역설하였다. 그것은 국왕 교육, 성리학 이념의 전파와 향촌 질서의 개편, 실력과 파벌에 구애받지 않는 인재 채용 등이었다. 그는 또한 국왕이 성리학자가 되어야 한다고 봤다. 이는 국왕 교육은 군주가 정치의 근본이라는 점에서 이상정치를 실현하기 위해 가장 먼저 힘써야 할 것이었으며, 국왕이 먼저 사사로운 욕심과 사심을 버리고 학문에 정진하며 격물(格物)·치지(致知)·성의(誠意)·정심(正心)에 힘써 노력하여 스스로 정체(政體)를 세우고 만인의 모범이 되어야 한다는 것과, 군자(君子)와 소인(小人)을 분별하여 활용할 것을 비전으로 제시하였다.

### 소학과 도덕윤리 보급
조광조를 중심으로 한 사림은 소학(小學)과 향약의 보급에 전력을 다했다. 조광조는 자신이 비용을 부담하여 소학과 사서육경을 인쇄하여 보급, 배분하였고, 그와 그의 동료 사림들은 지방 오지에까지 '소학'을 보급하였다. 백성들의 교화를 목적으로 자치규약인 향약(鄕約)을 실시하게 하였는데, 이는 성리학적 이념과 질서를 향촌에 보급하는 동시에 지방에서의 사림파의 입지를 강화하는 역할을 했다. 그는 사림파가 주도하는 성리학적 질서 확산과 도덕적 이상향 구현에 노력하였다.
소학은 수신과 위기지학(爲己之學)을 강조하였는데, 특히 그가 보급하는데 중점을 두었던 '소학'은 성리학의 기초 이론을 담은 서적으로 조광조의 스승인 김굉필에 의해 적극 수용되었다. 그의 스승 김굉필은 소학동자라는 별칭을 얻을 정도로 소학 연구에 치중하였으며 '업문(業文:문장에 힘씀)으로는 천기(天機)를 알 수 없었는데 소학에서 어제의 잘못을 깨달았다.'고 할 정도로 소학 예찬론자였다. 소학이나 사서 육경 외에도 삼강행실, 이륜행실, 주자가례와 같은 책을 널리 인쇄, 간행하여 조선 팔도에 배부, 보급한 것도 유교적 도덕이념을 확산시키려 한 노력의 결과였다.
동시에 그는 소격서(昭格署)의 혁파를 추진하였다. 소격서는 하늘과 별자리, 산천에 복을 빌고 병을 고치게 하며 비를 내리게 기원하는 국가의 제사를 맡았던 기관이다. 유교적 이상국가를 세우려는 정암으로선 도교적 제천행사를 용납할 수 없었다.

### 거병과 군자론

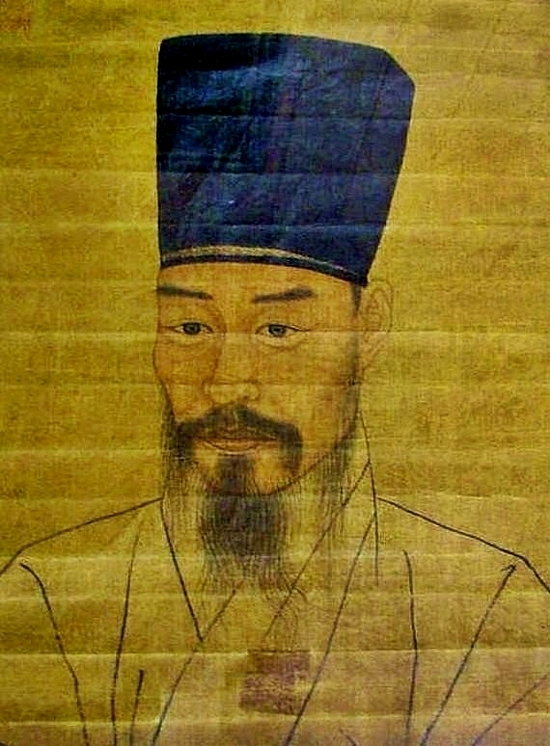
1750년 국오 정홍래작 조광조 영정

도적을 토벌하는 일이라고 해도 정당한 명분을 갖추지 않고, 비밀리에 출정하는 것은 잘못이라는 것이 그의 논의였다. 중종연간에 함경북도 회령부(會寧府) 성 아래에 사는 야인 속고내(速古乃)는 변방의 야인들과 몰래 연통하여 와서 갑산부(甲山府)를 침략하다가 함경북도, 평안북도일대를 노략질하여 사람과 가축을 많이 약탈해갔다. 이 죄로 변장(邊將)를 처벌하려 하자, 변장은 도망갔고 화가 난 중종은 토포사를 구성하여 출정시킨다.
1518년 남도병사(南道兵使)가 은밀히 장계를 올려 "속고내가 갑산 근처에 몰래 왕래하며 물고기를 잡고 사냥을 하는데 무리가 많아 잡기 어렵습니다. 청컨대 저들이 생각하지 못하고 있을 때 군사를 출동해 사로잡으소서."라는 내용의 장계를 올렸고, 중종은 감사에게 은밀히 하유(下諭)하고 이지방(李之芳)을 방어사에 제수한 뒤 토포사로 임명하여 보내 감사(監司)ㆍ병사(兵使)와 함께 속고내를 잡아서 처벌하기로 하였다. 중종이 친히 선정전(宣政殿)에 납시어 연회를 열고 토포사 이지방에게 어의(御衣)와 궁시(弓矢)를 하사하고 삼공(三公)과 병조(兵曹), 지변재상(知邊宰相)들이 파송식에 참석했다.
그러나 부제학 조광조는 청대(請對)하고 나아가 아뢰기를 "이 일은 속임수를 쓰는 것이고 바르지 못하니, 왕자(王者)가 오랑캐를 막는 도리가 전혀 아니고 바로 몰래 좀도둑질이나 하는 도적의 계책과 같습니다. 당당한 큰 조정으로서 일개 작은 오랑캐 때문에 도적의 계책을 써서 국가를 모욕하고 위엄을 손상시키니 이는 군자가 할 짓이 되지 못한다"며 반대하였다. 이에 병조판서 유담년(柳聃年)은 담략을 써서 적을 사로잡는 일이라며 출정을 강행해야 된다며 반박하였다. 그러나 조광조는 고집을 굽히지 않았고, 좌우에 입시한 문무대신들은 병가(兵家)에는 정공과 기습이 있고 오랑캐를 막는 데는 정도와 권도(權道)가 있으니, 임기응변해야지 한 가지 주장만 고집해서는 안 된다며 논의가 이미 합일되었으니, 한 사람의 말 때문에 갑자기 바꾸어서는 안 된다고 들고 일어섰다.
논쟁은 계속되었고 이에 병판 유담년은 "논밭 가는 일은 남종에게 물어야 하고 베 짜는 일은 여종에게 물어야 하는 법입니다. 신은 젊을 때부터 북방을 출입하여 저 오랑캐의 실정을 신이 이미 잘 알고 있으니, 청컨대 신의 말을 들으소서. 오활한 선비의 말은 형세상 다 따르기 어렵습니다."라며 방어사 출정의 당위성을 역설하였다. 중종은 조광조 등의 의견을 들어 토포사로 출정했던 이지방에게 회군을 명하니, 좌우에 있던 훈구파 신하들은 불평을 늘어놓았다.

### 학맥
조광조는 사사되었지만 그의 제자인 백인걸과 이연경 등은 명종 때에 정계에 진출하며, 백인걸의 문하에서 한때 율곡 이이와 우계 성혼이 수학하였다.
백이정, 안향→이제현→이색→정도전

　　　　　　　　　　　　　→이숭인

　　　　　　　　　　　　　→정몽주→권근

　　　　　　　　　　　　　　　　　　→권우→세종대왕

　　　　　　　　　　　　　　　　　　　　　→정인지

　　　　　　　　　　　　　　　　　　→길재→김숙자→김종직→정여창

　　　　　　　　　　　　　　　　　　　　　　　　　　　　　→김굉필→조광조→백인걸→이이

　　　　　　　　　　　　　　　　　　　　　　　　　　　　　　　　　　　　　→성수침→성혼

　　　　　　　　　　　　　　　　　　　　　　　　　　　　　　　　　　　　　→이연경

　　　　　　　　　　　　　　　　　　　　　　　　　　　　　　　　　→김안국→김인후

　　　　　　　　　　　　　　　　　　　　　　　　　　　　　　　　　→김정국

　　　　　　　　　　　　　　　　　　　　　　　　　　　　　→손중돈→이언적

　　　　　　　　　　　　　　　　　　　　　　　　　　　　　→주계부정 이심원

　　　　　　　　　　　　　　　　　　　　　　　　　　　　　→김일손

　　　　　　　　　　　　　　　　　　　　　　　　　　　　　→김전

　　　　　　　　　　　　　　　　　　　　　　　　　　　　　→남곤

그러나 이이는 그가 지나치게 급진적이라고 비판하기도 했다.

## 가족 관계
- 부친: 조원강
- 모친: 여흥 민씨
  - 형: 조영조
  - 아우: 조숭조
  - 제수: 이씨
    - 조카 4명

  - 부인: 한산 이씨
    - 아들: 조정(趙定. 1515년 출생) - 조광조 사사시 5세.
    - 아들: 조용(趙容. 1518년 출생) - 조광조 사사시 2세.

## 조광조가 등장한 작품

### 드라마
- 《풍란》 (MBC, 1985년~1985년, 배우:유인촌)
- 《조광조》 (KBS, 1996년~1996년, 배우:유동근)
- 《임꺽정》 (SBS. 1996년, 배우:태민영)
- 《여인천하》 (SBS, 2001년~2002년, 배우:차광수)

## 평가

### 긍정적 평가
그의 사상은 유학의 정통으로 돌아가 바른 정치를 실천하자는 것으로 요약할 수 있으며, 한국의 도학 및 실천유학의 시조로 추앙받고 있다. 율곡 이이(李珥)를 비롯한 후대 학자들이 그를 모범으로 따랐다.
37세의 짧은 생애에도 불구하고 당대는 물론 후세에 이르기까지 지대한 영향을 끼쳤다. 부패하고 침체된 당시 사회의 변화와 개혁을 열망하였던 신진 사림들에게는 이념과 실천을 겸비한 개혁의 지도자였고 후대 사람들에게는 학자요, 정치가로서 이상적 모델이 되었다. 정암은 현실정치에서 패배하여 수많은 인재들을 죽음에 이르게 한 인물이었음에도 불구하고 먼 후대에까지 깊은 영향을 끼친 지도자였다.

### 중의적 평가
그는 유교 특히 성리학만을 유일한 배타적 종교로 신봉하고, 다른 사상이나 종교에 대해서는 금해야 한다고 주장했다는 평가도 있다. 불교·도교·도참비기(圖讖秘記) 등을 금할 것을 주장하여, 도교에 대해서는 소격서 혁파 논쟁을 불러일으켰고, 무격(巫覡)의 숭신 및 영철야의 풍습을 금지시켰으며, 불교에 대해서도 사찰 중창을 엄금하고 사찰의 노비·전지를 몰수하였다.

### 부정적 평가
민생이나 국방에 관련된 실무적인 능력과 감각이 전혀 없고 급진적이었다는 점이 부정적인 평가로 지적되고 있다. 소격서 철폐에 관련되어서는 일개 제후인 조선 국왕은 감히 천제를 지내서는 안되며, 세종대왕이 이를 유지한 것이 잘못이라는 모화사상에 매몰된 주장을 하였다.
선조때의 성리학자 이이는 자신의 저서 <석담일기(石潭日記)>에서 "옛 사람들은 반드시 학문이 이루어진 실천하는 요점은 왕의 그릇된 정책을 시정하는데 있었다. 그런데 그는 어질고 밝은 자질과 나라 다스릴 재주를 타고 났음에도 불구하고, 학문이 채 이루어지기 전에 정치일선에 나간 결과 위로는 왕의 잘못을 시정하지 못하고 아래로는 구세력의 비방도 막지를 못하고 말았다. 그러나 그가 도학을 실천하고자 왕에게 왕도의 철학을 이행하도록 간청하기는 하였지만 그를 비방하는 입이 너무 많아, 비방의 입이 한번 열리자 결국 몸이 죽고 나라를 어지럽게 하였으니 후세 사람들에게 그의 행적이 경계가 되었다."며 그 급진성을 비판하였다.
퇴계 이황(李滉)은 '퇴계집(退溪集)'에서 “그는 자질이 참으로 아름다웠으나 학력이 충실하지 못해 그 실행한 바가 지나침을 면치 못하고 결국은 실패를 초래하고 말았다. 만일 학력이 넉넉하고 덕기(德器)가 이뤄진 뒤에 나와서 나라의 일을 담당했던들 그 성취를 이루 헤아리기 어려웠을 것이다. 군민이 요순시대의 군민과 같고 또 비록 군자의 뜻이 있다 하더라도 때와 힘을 헤아리지 않으면 안 되는 것이다. 기묘의 실패는 여기에 있었다”라고 했다.

또한 수많은 인재들을 죽음에 이르게 한 인물이라는 점 역시 부정적인 평가로 지적된다.

## 기타

### 조광조를 제거한 곤쟁이 젓갈
인들은 조광조를 죽인 남곤과 심정을 ‘곤쟁이 젓갈’(남곤의 ‘곤’, 심정의 ‘정’ 발음에 빗대 둘을 싸잡아 비난한 말. 이후 ‘곤쟁이 젓갈’은 젓갈 중 최하등급이라는 인식이 퍼졌다)이라고 두고두고 욕했다. 그가 사사될 당시 그를 제거한 인물 중 대표적인 인물로 심정과 남곤이 지목되었다. 김전 역시 조광조의 죽음에 관계되었다 하여 배신자나 변절자로 몰려 후배 사림파로부터 지탄받았다.

### 지방에 있었던 물질적 기반
조선 중기 정계에 진출해 '도학 정치'를 주창했던 사림들이 대부분 지방에 물질적 기반이 있었듯이 조광조도 그러하였다. 그 덕분에 생계에 대한 걱정을 덜고 안정적인 학문, 정치 활동이 가능했다.

## 저서
《정암집》이 있다.

## 같이 보기
| - 무오사화 - 갑자사화 - 기묘사화 - 을사사화 - 성리학 - 김굉필 - 김숙자 - 김종직 - 중종 - 김인후 - 남곤 - 사림파 - 이원계 - 홍경주 | - 김굉필 - 김일손 - 김정 - 성희안 - 유순정 - 조온 - 이색 - 정몽주 - 정도전 - 길재 - 권근 - 심정 | - 훈구파 - 김식 - 김징 - 김구 - 이연경 - 백인걸 |

## 관련 서적
- 이상성, 한국 도학의 태산북두 조광조 (성균관대학교출판부, 2007)
- 이덕일, 사화로 보는 조선 역사 (석필, 2005)
- 이덕일, 당쟁으로 보는 조선 역사 (석필, 1997)
- 이종호, 정암 조광조:한국명인의 삶과사상 2 (일지사 펴냄, 1999)
- 박영규, 한권으로 읽는 조선왕조실록 (웅진닷컴, 2004)
- 부남철, 조선시대 7인의 정치사상 (사계절, 1996)

## 참고 문헌
- 중종실록
- 인종실록
- 대동야승
- 국조보감
- 퇴계집
- 석담일기
- 기묘명현록